# Jean-Féry Rebel
Jean-Féry Rebel (le père), także Jean-Ferry, Jean-Baptiste-Ferry (ochrzczony 18 kwietnia 1666 w Paryżu, zm. 2 stycznia 1747 tamże) – francuski kompozytor, skrzypek i klawesynista.

## Życiorys
Uczył się muzyki u swojego ojca, śpiewaka Jeana Rebela, oraz u Jeana-Baptiste’a Lully’ego. W wieku 8 lat wystąpił grając na skrzypcach przed królem. Od 1699 roku był pierwszym skrzypkiem Académie Royale de Musique w Paryżu, a od 1705 roku należał do zespołu 24 Violons du Roi. W 1716 roku otrzymał stanowisko maître de la musique. W 1718 roku został nadwornym kompozytorem muzyki kameralnej na dworze królewskim, do 1726 roku współdzieląc ten tytuł ze swoim szwagrem Michelem Delalandem. Od 1734 do 1735 roku dyrygował Concert Spirituel.
Był autorem jednych z pierwszych sonat kameralnych, nie posiadających jeszcze stałego porządku cyklicznego. W swoich kompozycjach łączył elementy stylu francuskiego i włoskiego, wprowadzając włoską fakturę triową z równorzędną rolą głosu solowego i basowego. Jako jeden z pierwszych kompozytorów francuskich wprowadził włoską technikę dwudźwiękową.
Jego synem był François Rebel.

## Wybrane kompozycje
(na podstawie materiałów źródłowych)

### Utwory instrumentalne
- Pièces divisées par suites de tons na skrzypce i basso continuo (1705)
- Recueil de 12 sonates à II et III parties na 2 skrzypiec, wiolę basową i basso continuo (1712)
- Sonates na skrzypce i basso continuo (1713)

### Symfonie choreograficzne
- Caprices na 3 skrzypiec, wiolonczelę i basso continuo (1711)
- La Boutade na 2 skrzypiec, altówkę i basso continuo (1712)
- Les Caractères de la danse na 2 skrzypiec i basso continuo (1715)
- Terpsichore na skrzypce, flet i basso continuo (1720)
- Fantaisie na 5 fletów, 2 skrzypiec i basso continuo (1729)
- Les Plaisirs champêtres na 2 skrzypiec i basso continuo (1734)
- Les Élémens na 2 skrzypiec, 2 flety i basso continuo (1737)

### Dzieła sceniczne
- tragedia liryczna Ulysse (wyst. Paryż 1703)